# Alsfeld-Billertshausen
Billertshausen ist ein Stadtteil von Alsfeld im mittelhessischen Vogelsbergkreis. Der Ort liegt westlich der Kernstadt an der Antrift, am Rande des Vogelsbergs. 
Billertshausen hatte am 1. Oktober 1910 zufälligerweise die gleiche Einwohnerzahl wie am 26. März 2006, nämlich 228. 

## Geschichte

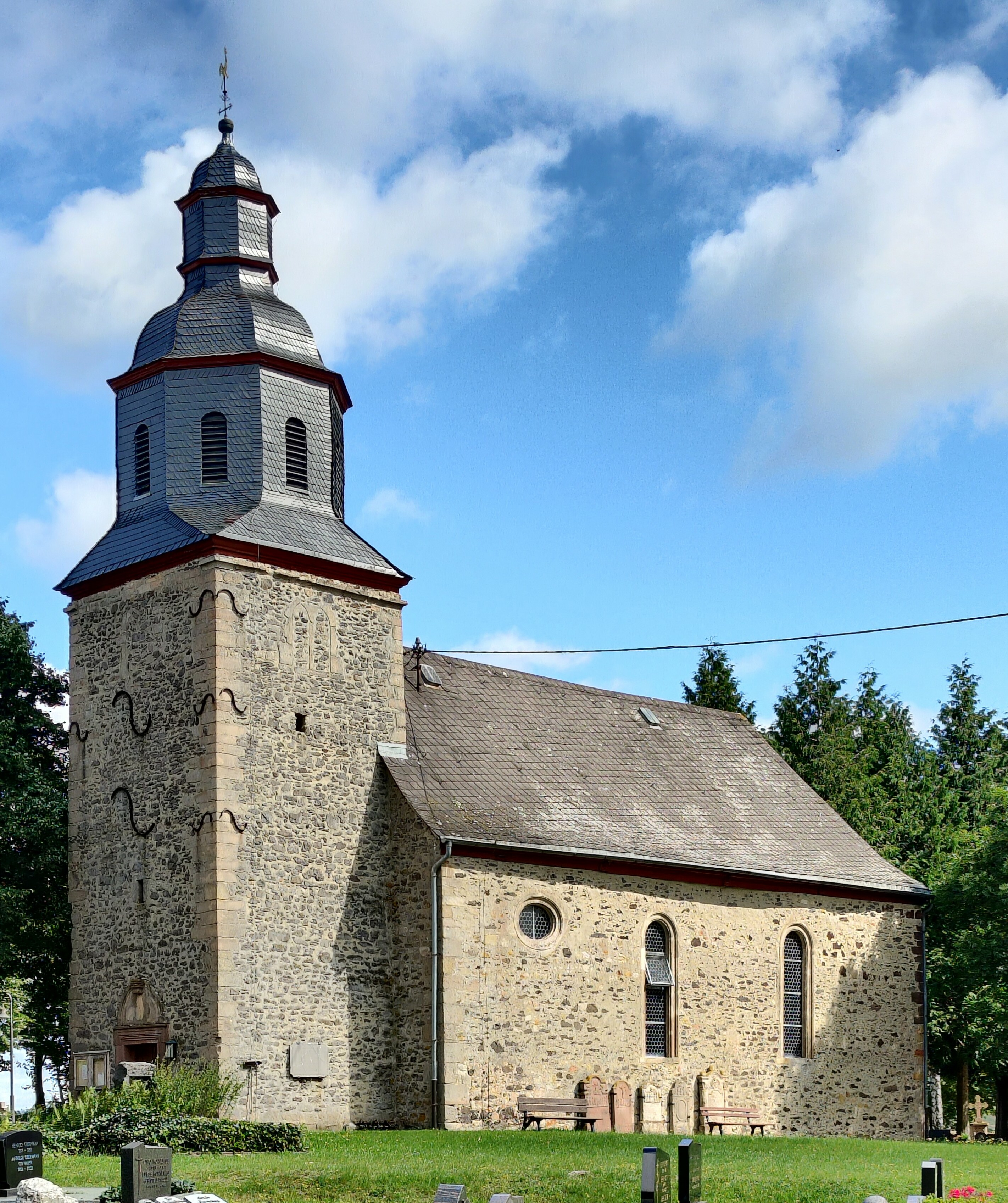
Evangelische Kirche

### Ortsgeschichte
Die älteste bekannte schriftliche Erwähnung von Billertshausen erfolgte unter dem Namen Bylhartshusin im Jahr 1356.
Die Statistisch-topographisch-historische Beschreibung des Großherzogthums Hessen berichtet 1830 über Billertshausen:

„Billertshausen (L. Bez. Kirtorf) evangel. Pfarrdorf; liegt an der Andreft, 1 3⁄4 St. von Kirtorf, hat 40 Häuser und 265 Einw., die ,bis auf 3 Kath. evangelisch sind. Alle Einwohner, außer 3 Handwerkern gehören zum Bauernstand. Die Kirche und das Schulhaus, welche mit Angerod gemeinschaftlich sind, liegen 1⁄4 St. von hier, auf dem sogenannten Gethürms. Außerdem hat Billertshausen 2 Mühlen. – Der Ort gehörte vormals zum Kirchengebiete von Kirtorf.“

Zum 31. Dezember 1971 wurde die bis dahin selbständige Gemeinde Billertshausen im Zuge der Gebietsreform in Hessen auf freiwilliger Basis als Stadtteil nach Alsfeld eingegliedert. Für Billertshausen, wie für die übrigen Stadtteile von Alsfeld, wurde ein Ortsbezirk  eingerichtet.

### Verwaltungsgeschichte im Überblick
Die folgende Liste zeigt die Staaten und Verwaltungseinheiten, denen Billertshausen angehört(e):
- vor 1567: Heiliges Römisches Reich, Landgrafschaft Hessen
- ab 1567: Heiliges Römisches Reich, Landgrafschaft Hessen-Marburg, Amt Romrod[8]
- 1604–1648: Heiliges Römisches Reich, strittig zwischen Landgrafschaft Hessen-Darmstadt und Landgrafschaft Hessen-Kassel (Hessenkrieg)
- ab 1604: Heiliges Römisches Reich, Landgrafschaft Hessen-Darmstadt, Oberfürstentum Hessen, Oberamt Alsfeld, Amt Romrod
- ab 1806: Großherzogtum Hessen,[Anm. 2] Fürstentum Oberhessen, Oberamt Alsfeld, Amt Romrod[9][10]
- ab 1815: Großherzogtum Hessen, Provinz Oberhessen, Amt Romrod[11]
- ab 1821: Großherzogtum Hessen, Provinz Oberhessen, Landratsbezirk Kirtorf[12][Anm. 3]
- ab 1832: Großherzogtum Hessen, Provinz Oberhessen, Kreis Alsfeld
- ab 1848: Großherzogtum Hessen, Regierungsbezirk Alsfeld
- ab 1852: Großherzogtum Hessen, Provinz Oberhessen, Kreis Alsfeld
- ab 1867: Norddeutscher Bund[Anm. 4], Großherzogtum Hessen, Provinz Oberhessen, Kreis Alsfeld
- ab 1871: Deutsches Reich, Großherzogtum Hessen, Provinz Oberhessen, Kreis Alsfeld
- ab 1918: Deutsches Reich (Weimarer Republik), Volksstaat Hessen, Provinz Oberhessen, Kreis Alsfeld
- ab 1938: Deutsches Reich, Volksstaat Hessen, Landkreis Alsfeld[13][Anm. 5]
- ab 1945: Amerikanische Besatzungszone,[Anm. 6] Groß-Hessen, Regierungsbezirk Darmstadt, Landkreis Alsfeld
- ab 1946: Amerikanische Besatzungszone, Land Hessen, Regierungsbezirk Kassel, Landkreis Ziegenhain
- ab 1949: Bundesrepublik Deutschland, Land Hessen, Regierungsbezirk Kassel, Landkreis Ziegenhain
- ab 1972: Bundesrepublik Deutschland, Land Hessen, Regierungsbezirk Kassel, Vogelsbergkreis, Stadt Alsfeld[Anm. 7]
- ab 1981: Bundesrepublik Deutschland, Land Hessen, Regierungsbezirk Gießen, Vogelsbergkreis, Stadt Alsfeld

### Gerichte seit 1803
In der Landgrafschaft Hessen-Darmstadt wurde mit Ausführungsverordnung vom 9. Dezember 1803 das Gerichtswesen neu organisiert. Für die Provinz Oberhessen wurde das Hofgericht Gießen als Gericht der zweiten Instanz eingerichtet. Die Rechtsprechung der ersten Instanz wurde durch die Ämter bzw. Standesherren vorgenommen und somit für Billertshausen durch das Amt Romrod. Nach der Gründung des Großherzogtums Hessen 1806 wurden die Aufgaben der ersten Instanz 1821 im Rahmen der Trennung von Rechtsprechung und Verwaltung auf die neu geschaffenen Landgerichte übertragen. „Landgericht Homberg an der Ohm“ war daher von 1821 bis 1879 die Bezeichnung für das erstinstanzliche Gericht in Homberg, das heutige Amtsgericht, das für Billertshausen zuständig war. 1839 wurde Billertshausen dem Landgericht Alsfeld zugeordnet.
Anlässlich der Einführung des Gerichtsverfassungsgesetzes mit Wirkung vom 1. Oktober 1879, infolge derer die bisherigen großherzoglichen Landgerichte durch Amtsgerichte an gleicher Stelle ersetzt wurden, während die neu geschaffenen Landgerichte nun als Obergerichte fungierten, kam es zur Umbenennung in Amtsgericht Alsfeld und Zuteilung zum Bezirk des Landgerichts Gießen.

## Bevölkerung
Einwohnerstruktur 2011
Nach den Erhebungen des Zensus 2011 lebten am Stichtag dem 9. Mai 2011 in Billertshausen 210 Einwohner. Darunter waren 3 (1,4 %) Ausländer. Nach dem Lebensalter waren 33 Einwohner unter 18 Jahren, 72 zwischen 18 und 49, 48 zwischen 50 und 64 und 54 Einwohner waren älter. Die Einwohner lebten in 81 Haushalten. Davon waren 21 Singlehaushalte, 24 Paare ohne Kinder und 27 Paare mit Kindern, sowie 9 Alleinerziehende und 3 Wohngemeinschaften. In 18 Haushalten lebten ausschließlich Senioren und in 45 Haushaltungen lebten keine Senioren.
Einwohnerentwicklung
| • 1791: | 163 Einwohner            |
| • 1800: | 185 Einwohner            |
| • 1806: | 181 Einwohner, 34 Häuser |
| • 1829: | 265 Einwohner, 40 Häuser |
| • 1867: | 258 Einwohner, 39 Häuser |

| Billertshausen: Einwohnerzahlen von 1791 bis 2020 | Billertshausen: Einwohnerzahlen von 1791 bis 2020 | Billertshausen: Einwohnerzahlen von 1791 bis 2020 | Billertshausen: Einwohnerzahlen von 1791 bis 2020 | Billertshausen: Einwohnerzahlen von 1791 bis 2020 |
| --- | ------------------------------------------------- | ------------------------------------------------- | ------------------------------------------------- | ------------------------------------------------- |
| Jahr |                                                   |                                                   |                                                   | Einwohner                                         |
| 1791 | 1791                                              |                                                   | 163                                               | 163                                               |
| 1800 | 1800                                              |                                                   | 185                                               | 185                                               |
| 1806 | 1806                                              |                                                   | 181                                               | 181                                               |
| 1829 | 1829                                              |                                                   | 265                                               | 265                                               |
| 1834 | 1834                                              |                                                   | 249                                               | 249                                               |
| 1840 | 1840                                              |                                                   | 268                                               | 268                                               |
| 1846 | 1846                                              |                                                   | 279                                               | 279                                               |
| 1852 | 1852                                              |                                                   | 268                                               | 268                                               |
| 1858 | 1858                                              |                                                   | 292                                               | 292                                               |
| 1864 | 1864                                              |                                                   | 263                                               | 263                                               |
| 1871 | 1871                                              |                                                   | 256                                               | 256                                               |
| 1875 | 1875                                              |                                                   | 229                                               | 229                                               |
| 1885 | 1885                                              |                                                   | 237                                               | 237                                               |
| 1895 | 1895                                              |                                                   | 276                                               | 276                                               |
| 1905 | 1905                                              |                                                   | 261                                               | 261                                               |
| 1910 | 1910                                              |                                                   | 228                                               | 228                                               |
| 1925 | 1925                                              |                                                   | 250                                               | 250                                               |
| 1939 | 1939                                              |                                                   | 231                                               | 231                                               |
| 1946 | 1946                                              |                                                   | 327                                               | 327                                               |
| 1950 | 1950                                              |                                                   | 331                                               | 331                                               |
| 1956 | 1956                                              |                                                   | 267                                               | 267                                               |
| 1961 | 1961                                              |                                                   | 251                                               | 251                                               |
| 1967 | 1967                                              |                                                   | 233                                               | 233                                               |
| 1970 | 1970                                              |                                                   | 240                                               | 240                                               |
| 1980 | 1980                                              |                                                   | ?                                                 | ?                                                 |
| 1990 | 1990                                              |                                                   | ?                                                 | ?                                                 |
| 2000 | 2000                                              |                                                   | ?                                                 | ?                                                 |
| 2006 | 2006                                              |                                                   | 228                                               | 228                                               |
| 2011 | 2011                                              |                                                   | 210                                               | 210                                               |
| 2015 | 2015                                              |                                                   | 188                                               | 188                                               |
| 2020 | 2020                                              |                                                   | 175                                               | 175                                               |
| Datenquelle: Historisches Gemeindeverzeichnis für Hessen: Die Bevölkerung der Gemeinden 1834 bis 1967. Wiesbaden: Hessisches Statistisches Landesamt, 1968. Weitere Quellen: LAGIS; Stadt Alsfeld: 2006, 2015, 2020 |                                                   |                                                   |                                                   |                                                   |

Historische Religionszugehörigkeit
| • 1829: | 262 evangelische (= 98,87 %), drei römisch-katholische (= 1,13 %) Einwohner |
| • 1961: | 216 evangelische (= 86,06 %), 8 römisch-katholische (= 3,19 %) Einwohner    |

## Politik
Für Billertshausen besteht ein Ortsbezirk (Gebiete der ehemaligen Gemeinde Billertshausen) mit Ortsbeirat und Ortsvorsteher nach der Hessischen Gemeindeordnung.
Der Ortsbeirat besteht aus sieben Mitgliedern. Bei den Kommunalwahlen in Hessen 2021 betrug die Wahlbeteiligung zum Ortsbeirat 74,29 %. Alle Kandidaten gehörten der „Freien Wählergemeinsachaft Billertshausen“ an. Der Ortsbeirat wählte Lothar Kleine zum Ortsvorsteher.

## Kulturdenkmäler
Siehe: Liste der Kulturdenkmäler in Billertshausen

## Wirtschaft und Infrastruktur
- Durch den Ort verläuft die Landesstraße 3070.
- In Billertshausen gibt es ein Dorfgemeinschaftshaus und ein Schützenhaus.
- Am Ortsrand befindet sich ein Windpark mit zwölf Windkraftanlagen.